# Diese zwei sind nicht zu fassen
Diese zwei sind nicht zu fassen (Originaltitel Running Scared) ist eine US-amerikanische Actionkomödie von Peter Hyams aus dem Jahr 1986. Der Film wurde in Chicago, Key West und Los Angeles gedreht und spielte in den USA und Kanada etwa 38,5 Millionen US-Dollar ein. In der Bundesrepublik Deutschland verzeichnete der Film insgesamt 314.189 Kinobesucher.
Ursprünglich sollte der Titelsong von Nik Kershaw stammen, sein Song wurde allerdings abgelehnt. Dieser erschien trotzdem auf seinem Album Radio Musicola (1986).

## Handlung
Die Polizisten Ray Hughes und Danny Costanzo arbeiten in Chicago. Sie sind bekannt für ihr schlagfertiges Auftreten und ihre unorthodoxen Polizeimethoden, mit denen sie in ihren verschiedenen Fällen Erfolge erzielen. Nun müssen sie gegen Julio Gonzales, den Anführer eines aufstrebenden Drogenkartells, ermitteln. Nachdem sie Snake – einen Komplizen von Gonzales – verhaftet haben, überreden sie ihn, ein Abhörgerät zu tragen, um die nötigen Beweise für Gonzales’ Verhaftung zu bekommen. Als sie sich dem Treffpunkt eines Frachtschiffes nähern, stellen sie fest, dass Gonzales einen großen Vorrat an Uzi-Maschinenpistolen erworben hat. Snake stellt den Polizisten jedoch eine Falle, indem er so tut, als wolle Gonzales seinen Komplizen Snake töten. Gonzales offenbart nun gegenüber den umstellten Polizisten seine Ambitionen, der „spanische Pate von Chicago“ zu werden. Gonzales tadelt Snake dafür, dass er die Polizisten zu ihm gebracht hat – Snake wird daraufhin von Gonzales’ Handlangern erschossen. Es droht die Ermordung der beiden Polizisten, doch zwei verdeckte Ermittler, die in Gonzales’ Drogenkartell eingeschleust wurden, schreiten ein und wollen nun Gonzales verhaften. Bei der anschließenden Schießerei entkommt Gonzales sowie die meisten Gangmitglieder. Ray und Danny können Gonzales später auf dem Schiffsdeck festnehmen.
Zurück auf der Polizeistation erwarten Ray und Danny einen Lob von Captain Logan, ihrem Vorgesetzten. Stattdessen rügt Logan sie für ihre schlampige Arbeit. Er hält sie für überarbeitet und befiehlt ihnen, dass sie einen Monat Urlaub nehmen. Die Polizisten fahren nach Key West, wo sie beschließen, den Dienst nach 14 gemeinsamen Jahren zu quittieren und eine Bar in Florida zu kaufen.
Wieder zurück in Chicago wollen sie bei ihrem Captain kündigen. Er versteht es aber geschickt, sie wieder an Gonzales zu erinnern: sie erfahren, dass Gonzales auf Kaution freigelassen wurde und auf freiem Fuß ist. Sie sind dadurch wieder die alten Polizisten und wollen vor ihrer Pensionierung noch Gonzales festnehmen, wobei sie nun allerdings etwas vorsichtiger agieren müssen. Zu allem Überfluss überträgt Captain Logan ihnen auch noch die Aufgabe, ihre Ersatzleute auszubilden, bevor sie ihren Dienst quittieren. Sie müssen die Detectives Anthony Montoya und Frank Sigliano ausbilden – die beiden verdeckten Ermittler, die sie bei der Verhaftung von Gonzales vor dem Tod bewahrt haben.
Sie erfahren durch einen Spitzel, dass für Gonzales auf dem Flughafen eine große Lieferung Kokain aus Kolumbien eintreffen soll. Gonzales verwirrt aber die Polizei und die Drogenhunde, indem er zeitgleich eine gestreckte Lieferung einschmuggelt. Sie verfolgen ihn in ihrem als Taxi getarnten Polizeiwagen. Die Verfolgung führt sie auf die Gleise der Chicago Elevated. Sie fahren durch Tunnel und über eine Hochbahnstrecke. Dabei müssen sie einigen Zügen ausweichen. Ray und Danny finden das echte Rauschgift in handgearbeiteten Figuren aus Kolumbien.
Auf der Suche nach Gonzales, der sein Rauschgift zurückhaben möchte, tappen sie in eine Falle. Als sie Gonzales’ Bestechungsversuch ablehnen, werden sie mit ihrem Auto in ein Müllfahrzeug gehoben. Die hydraulische Presse schiebt ihr Auto immer weiter zusammen. Sie können gerade noch durch das Heckfenster hinausklettern.
Der Drogenbaron entführt Anna Costanzo, die Ex-Ehefrau von Danny. Er verlangt das Rauschgift als Gegenleistung. Ray und Danny holen die Drogenpakete durch einen Trick aus der Asservatenkammer. Im State of Illinois Center kommt es zum Showdown. Gonzales hat die Wachleute durch seine Männer ersetzt. Nach einer wilden Schießerei ist Gonzales tot. Anna und Danny fallen sich glücklich in die Arme.

## Rezeption
Diese zwei sind nicht zu fassen erhielt ein verhaltenes Presseecho, was sich auch in den Auswertungen US-amerikanischer Aggregatoren widerspiegelt. So erfasst Rotten Tomatoes zwar mehrheitlich wohlwollende Besprechungen und ordnet den Film dementsprechend als „Frisch“ ein. Zusammenfassend heißt es dort: „[Der Film] bemüht sich um eine stimmige Balance zwischen brutaler Action und Humor, aber die Chemie zwischen den gut abgestimmten Hauptdarstellern gewährleistet gute Unterhaltung“. Laut Metacritic fallen die Bewertungen im Mittel aber nur „Durchwachsen oder Durchschnittlich“ aus. In einer von CinemaScore vorgenommene Umfrage vergaben US-amerikanische Kinobesucher dem Film eine Durchschnittsnote von B+, was der deutschen Schulnote 2+ bzw. voll gut entspricht.
Roger Ebert schrieb in der Chicago Sun-Times vom 27. Juni 1986, der Film sei noch ein Film über zwei smarte Polizisten, die beste Freunde seien und sich auf ihrem Weg von einer haarsträubenden Situation zur nächsten „witzeln“. Dieses Genre sei derart „überbevölkert“, dass es nicht ersichtlich sei, wozu man noch ein Exemplar benötigen würde. Der meiste Spaß komme von der Beziehung zwischen den zwei Hauptcharakteren; Gregory Hines und Billy Crystal würden eigentlich keine Handlung brauchen.
Die Zeitschrift prisma schrieb, die Handlung sei „nicht gerade das Gelbe vom Ei“. Die „gut aufgelegten Hauptdarsteller“, die „exzellenten Nebendarsteller“ und die „recht flotten Sprüche“ würden den Film „retten“.
Rod Temperton wurde im Jahr 1987 für den Song Sweet Freedom für den Golden Globe Award nominiert und gewann den Film and Television Music Award der American Society of Composers, Authors and Publishers. Das Lied wird von Michael McDonald interpretiert und platzierte sich 1986 in den Top 20 der US-amerikanischen und der britischen Hitparade. Gregory Hines gewann 1988 den Image Award.

## Belege und weiterführende Informationen
1. ↑  Filming locations für Running Scared, abgerufen am 3. August 2007
2. ↑  Running Scared (1986). In: Box Office Mojo. Abgerufen am 2. Dezember 2023.
3. ↑  Die erfolgreichsten Filme in Deutschland 1986. In: insidekino.de. Abgerufen am 2. Dezember 2023.
4. 1 2  Diese zwei sind nicht zu fassen. In: Rotten Tomatoes. Fandango, abgerufen am 27. Dezember 2024 (englisch, aggregiert aus 24 Kritiken).
5. 1 2  Diese zwei sind nicht zu fassen. In: Metacritic. Abgerufen am 27. Dezember 2024 (englisch, aggregiert aus 14 Kritiken).
6. ↑  Jury-Begründung. In: Deutsche Film- und Medienbewertung (FBW). Abgerufen am 27. Dezember 2024.
7. ↑  Eleanor Mannikka: Diese zwei sind nicht zu fassen (Memento vom 1. März 2018 im Internet Archive) bei AllMovie (englisch)
8. 1 2  Archiv (Memento vom 9. August 2019 im Internet Archive) bei CinemaScore
9. 1 2  Kritik von Roger Ebert, abgerufen am 3. August 2007
10. ↑  Diese zwei sind nicht zu fassen. In: prisma. Abgerufen am 31. März 2021.